# باشگاه فوتبال دونکستر راورز
باشگاه فوتبال دونکستر راورز (به انگلیسی: Doncaster Rovers Football Club) یک باشگاه فوتبال در شهر دونکستر، کشور انگلستان است که در سال ۱۸۷۹ میلادی تأسیس شده‌است.
این باشگاه یک ورزشگاه با ظرفیت ۱۵ هزار نفر دارد.